# Narcomafie
Narcomafie è stato un mensile italiano pubblicato dal 1993 al 2019. Dal gennaio 2020 ha cambiato nome in lavialibera, che ne raccoglie l'eredità.

## Storia editoriale
Venne fondato da don Luigi Ciotti nel febbraio del 1993 per analizzare e documentare il fenomeno della mafia e del narcotraffico. La rivista, edita dal Gruppo Abele, era realizzata in collaborazione con l'associazione Libera. Tra direttori e condirettori che si sono succeduti alla guida del giornale: Sergio Segio, Luca Rastello, Fabio Cantelli Anibaldi, Livio Pepino, Manuela Mareso, Giuseppe Baldessarro. Dal gennaio 2020 è nato il bimestrale lavialibera che ne raccoglie l'eredità.
La redazione si avvale del contributo di giornalisti, docenti universitari, magistrati, centri di documentazione italiani e stranieri, gruppi e associazioni del privato sociale.
In seguito al restyling grafico avvenuto nel mese di gennaio 2011 la rivista si componeva di 84 pagine a colori. Ogni numero conteneva, oltre a diversi servizi e inchieste, un ampio dossier, una fotoinchiesta e svariate rubriche di riflessione e informazione su temi nazionali e internazionali.
Per alcuni anni è esistita anche una collana di libri pubblicati dalla casa editrice Ega, i Chiaroscuri:
- Giovanna Montanaro, Francesco Silvestri, Dalla mafia allo Stato. I pentiti: analisi e storie (prefazione di Gian Carlo Caselli), 2005[2]
- Livio Pepino, Andreotti, la mafia, i processi. Analisi e materiali giudiziari, 2005
- Livio Pepino e Marco Nebiolo (a cura di), Mafia e potere, 2006
- Manuela Mareso e Livio Pepino (a cura di), Nuovo dizionario di mafia e antimafia, 2008

Altre pubblicazioni
- Elena Ciccarello e Marco Nebiolo, Fuga dall'illegalità. Gela, i cittadini, le leggi, le istituzioni, Ega editore, 2007

## Premi
- Il 18 settembre 2011 a Manuela Mareso è stata assegnata la menzione speciale per la sezione "Carta stampata" del primo concorso nazionale "Alma Pizzi" (indetto dalla Fidapa con il patrocinio dell'Ordine nazionale dei giornalisti) per i suoi articoli sull'omicidio di Graziella Campagna.
- Il 30 maggio 2009 Stefania Bizzarri ha vinto il primo concorso internazionale "Giornalisti del Mediterraneo" con l'articolo "C'era una volta il contrabbando" pubblicato su NARCOMAFIE all'interno del Dossier Montenegro di settembre 2008. Il 1º Concorso Internazionale "Giornalisti del Mediterraneo" nasce sotto l'Alto Patrocinio della Presidenza della Repubblica, della Presidenza del Consiglio dei ministri- Dipartimento per l'Editoria e la Comunicazione, della Presidenza dell'Assemblea Parlamentare del Mediterraneo, della Presidenza del Parlamento Europeo, dei Ministeri delle Politiche Europee, Università e Comunicazioni, nonché di istituzioni nazionali e internazionali.
- Il 30 maggio 2005 la giornalista Lucia Vastano, collaboratrice di Narcomafie, ha vinto il prestigioso premio Saint Vincent di giornalismo per la categoria "periodici italiani" con un reportage dall'Asia Centrale, pubblicato sui numeri di settembre-ottobre 2004 e aprile 2005 della rivista.